# POSTMÄRCHEN
POSTMÄRCHEN (ポストメルヘン) là một nhóm nhạc dōjin thành lập năm 1999 với mục đích soạn nhạc cho anime. Trưởng nhóm nhạc là Minato Kawai (川相湊), hay còn được biết đến với nghệ danh "PMMK" (viết tắt: POSTMÄRCHEN của Minato Kwai), ông cũng kiêm luôn vị trí đạo diễn truyền hình. Hai thành viên chủ chốt còn lại là Serika (せりか), lập trình viên, và Rintaro Iwashita (岩下倫太郎), nhà soạn nhạc; ngoài ra còn có thêm một số nghệ sĩ khách mời khác. Tuy nhiên, PMMK thường xuyên tách khỏi nhóm nhạc và làm việc cho nhiều công ty khác nhau, trong đó có hãng visual novel Key, nơi ông và nhóm nhạc của ông tham gia phối nhạc và hòa âm cho nhiều ca khúc chủ đề trong tựa game thứ sáu Little Busters! và tựa game thứ bảy Little Busters! Ecstasy của Key.